# 第二届G7峰会
1976年6月27日至28日，第二届G7峰会在波多黎各的多拉多召开。峰会场所位于多拉多海滩度假酒店，靠近波多黎各的圣胡安。
六国集团（G6）是一个非正式论坛，汇聚了最富有的工业国家的首脑，包括法国、西德、意大利、日本、英国和美国；而七国集团 （G7），在今年的第一次会议中，增加了加拿大。 这一峰会和随后的其他会议并未想和更为广泛的国际组织建立正式联系；实际上，法国总统和西德总理在构想首届G6峰会时，他们开始合作的因素之一就是出于对其他国际会议拘谨的形式感到沮丧和反对。

## 峰会领导人
G7是一个非正式年度论坛，其领导人来自加拿大、法国、西德、意大利、日本、英国和美国。
由于加拿大的加入，第二届G7峰会成为了英国首相詹姆斯·卡拉汉和加拿大总理皮埃尔•特鲁多一起出席的首次峰会。而对于意大利首相阿尔多·莫罗，日本首相三木武夫和美国总统杰拉尔德·福特来说，这是他们最后一次参加G7峰会。

### 核心G7参加国
峰会的这些参加国是目前国际论坛的“核心成员”：
| 核心G7成员 东道主国家及领导人以粗体文字标示。 |                |                      |          |
| 成员                                          | 成员           | 代表                 | 职务     |
| 加拿大                                        | 加拿大         | 皮埃尔·特鲁多        | 总理     |
| 法國                                          | 法国           | 瓦勒里·季斯卡·德斯坦 | 總統     |
| 德国                                          | 西德           | 赫尔穆特·施密特      | 德国总理 |
| 義大利                                        | 意大利         | 阿尔多·莫罗          | 总理     |
| 日本                                          | 日本           | 三木武夫             | 总理     |
| 英国                                          | 英国           | 哈羅德·威爾遜        | 总理     |
| 美国                                          | 美国           | 杰拉尔德·福特        | 總統     |
| 欧洲联盟                                      | 欧洲联盟委员会 | 羅伊·詹金斯          | 總統     |

## 议题
峰会旨在为各成员国提供一个消除分歧的场所。实际上，在各成员国面对困难的经济决策时，峰会也被构想为彼此鼓励的一个机会。

## 陈列室

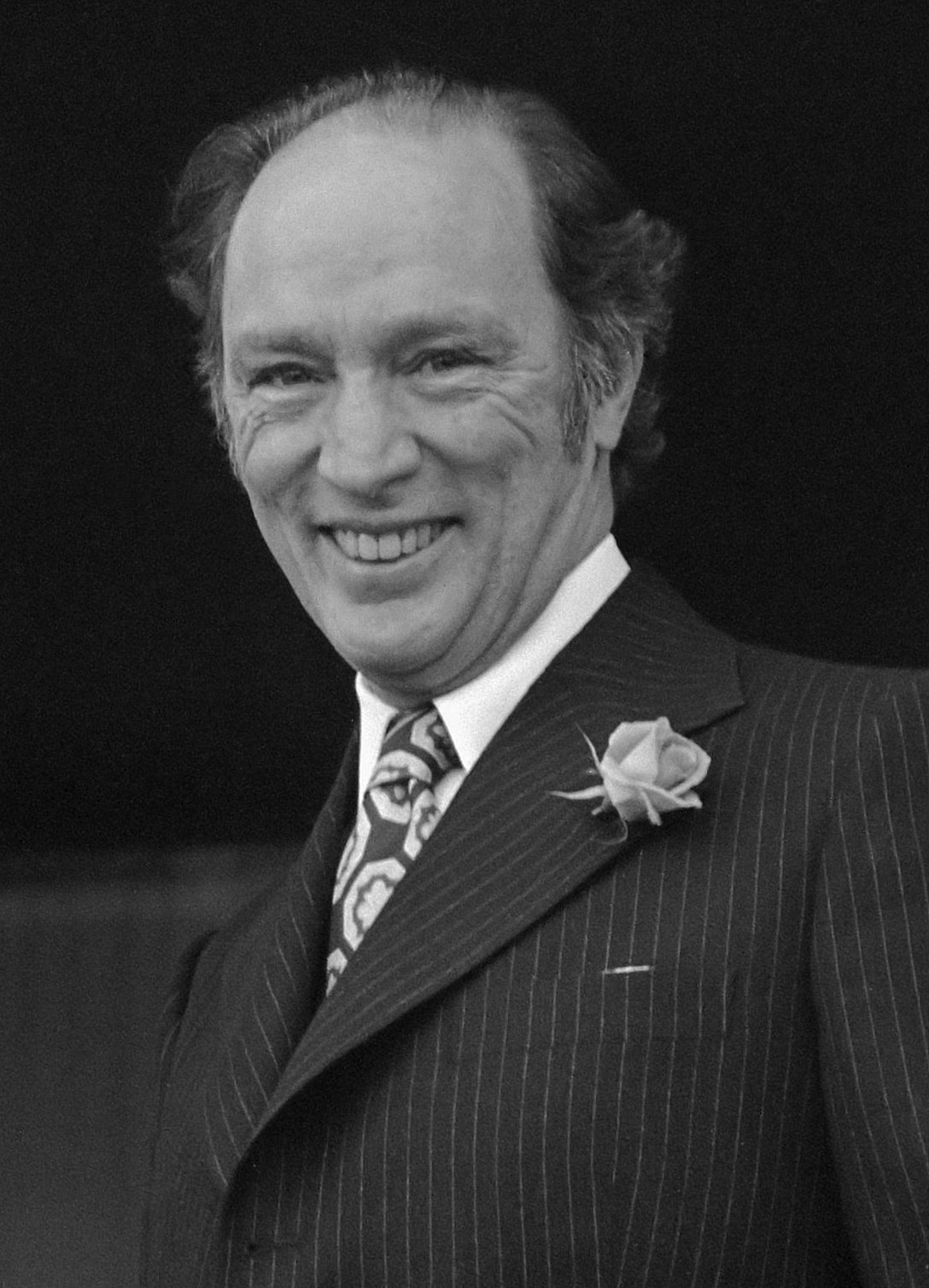
加拿大 皮埃尔·特鲁多, 加拿大總理
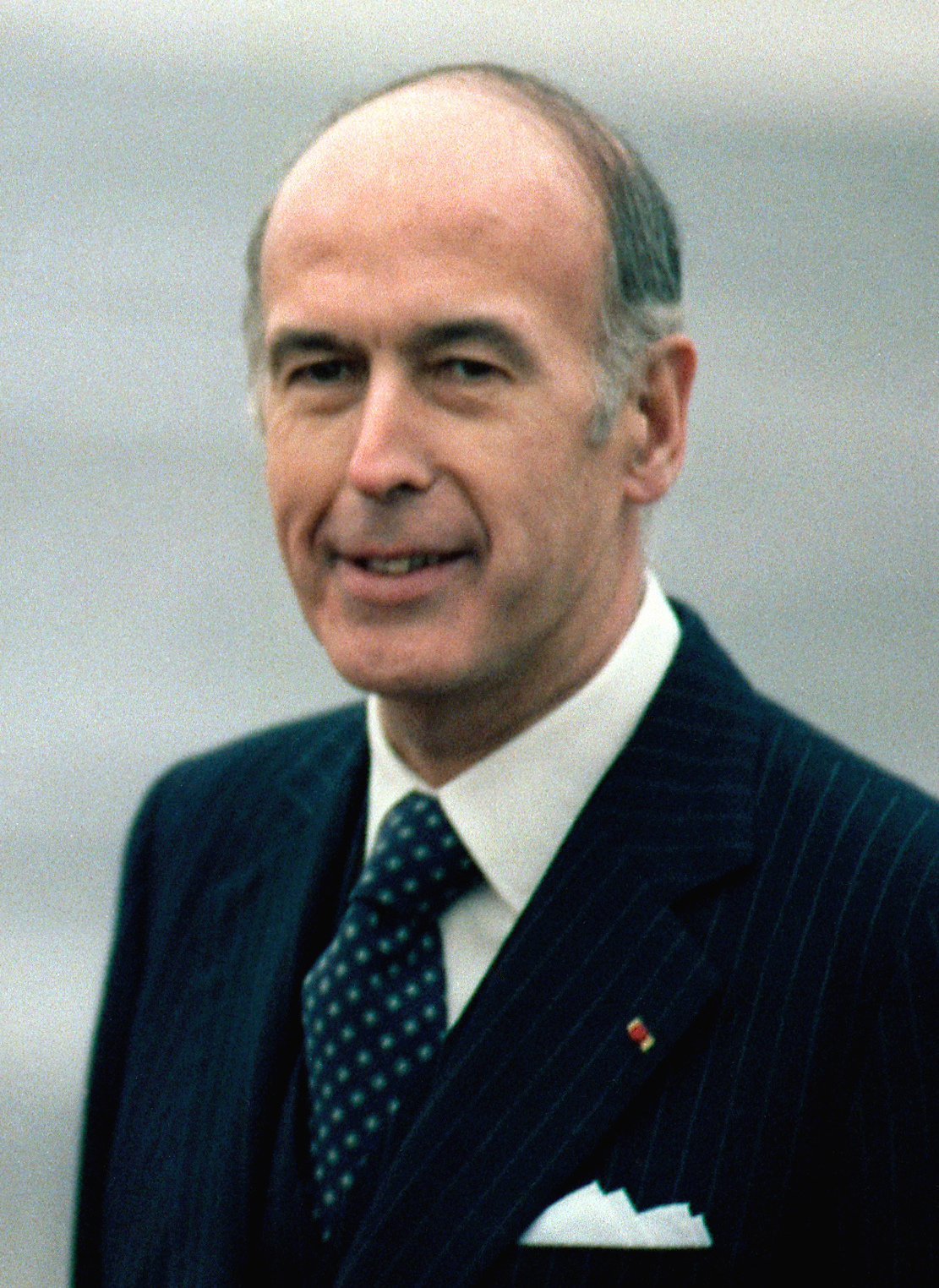
法国 瓦勒里·季斯卡·德斯坦, 法国总统
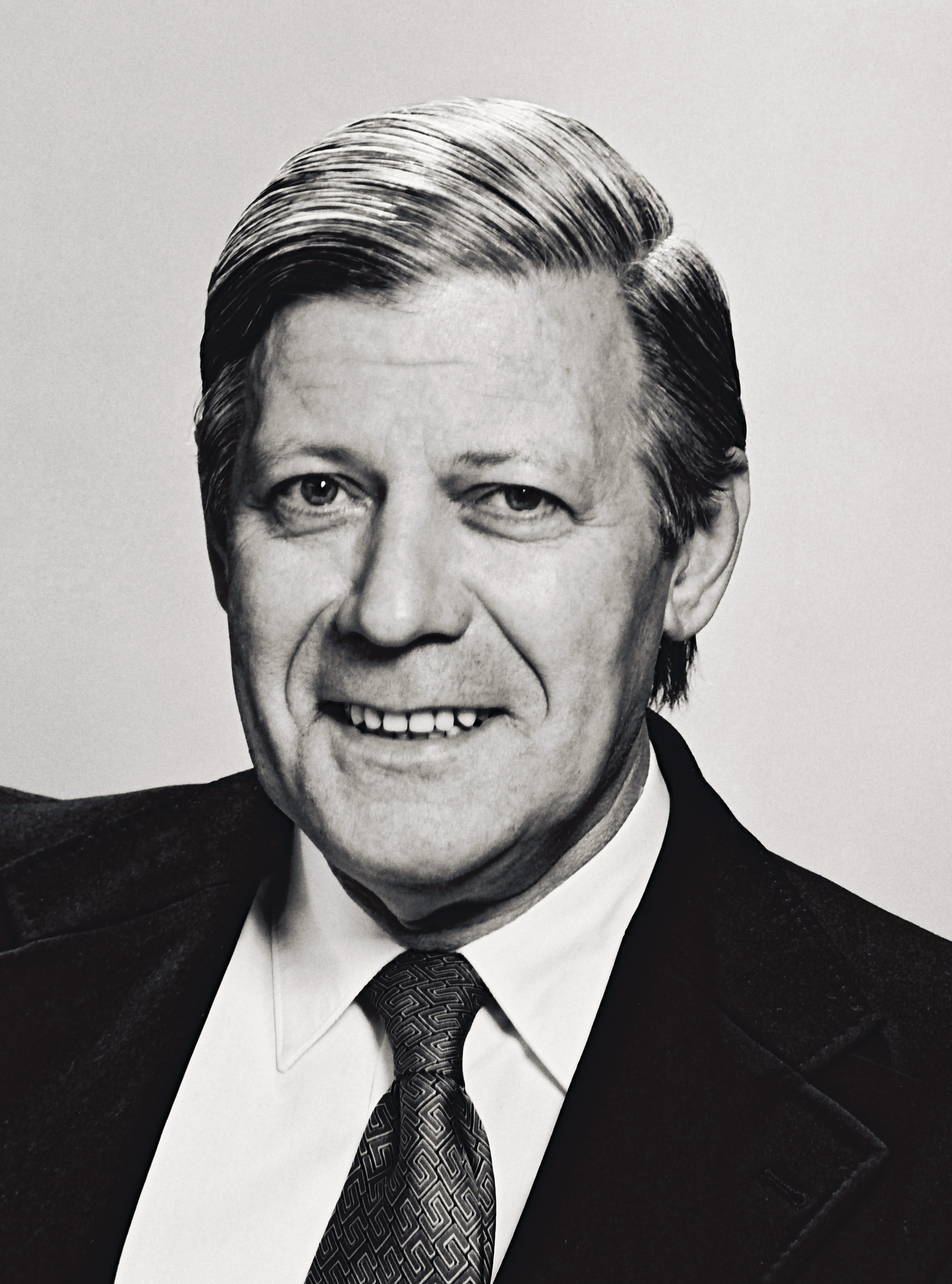
德国 赫尔穆特·施密特, 德国总理
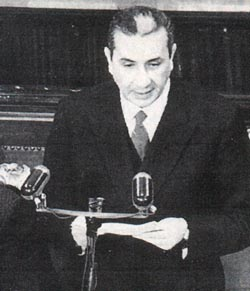
意大利 阿尔多·莫罗, 意大利总理
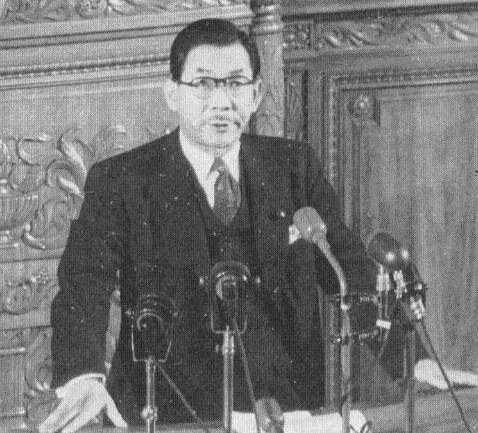
日本 三木武夫, 日本內閣總理大臣
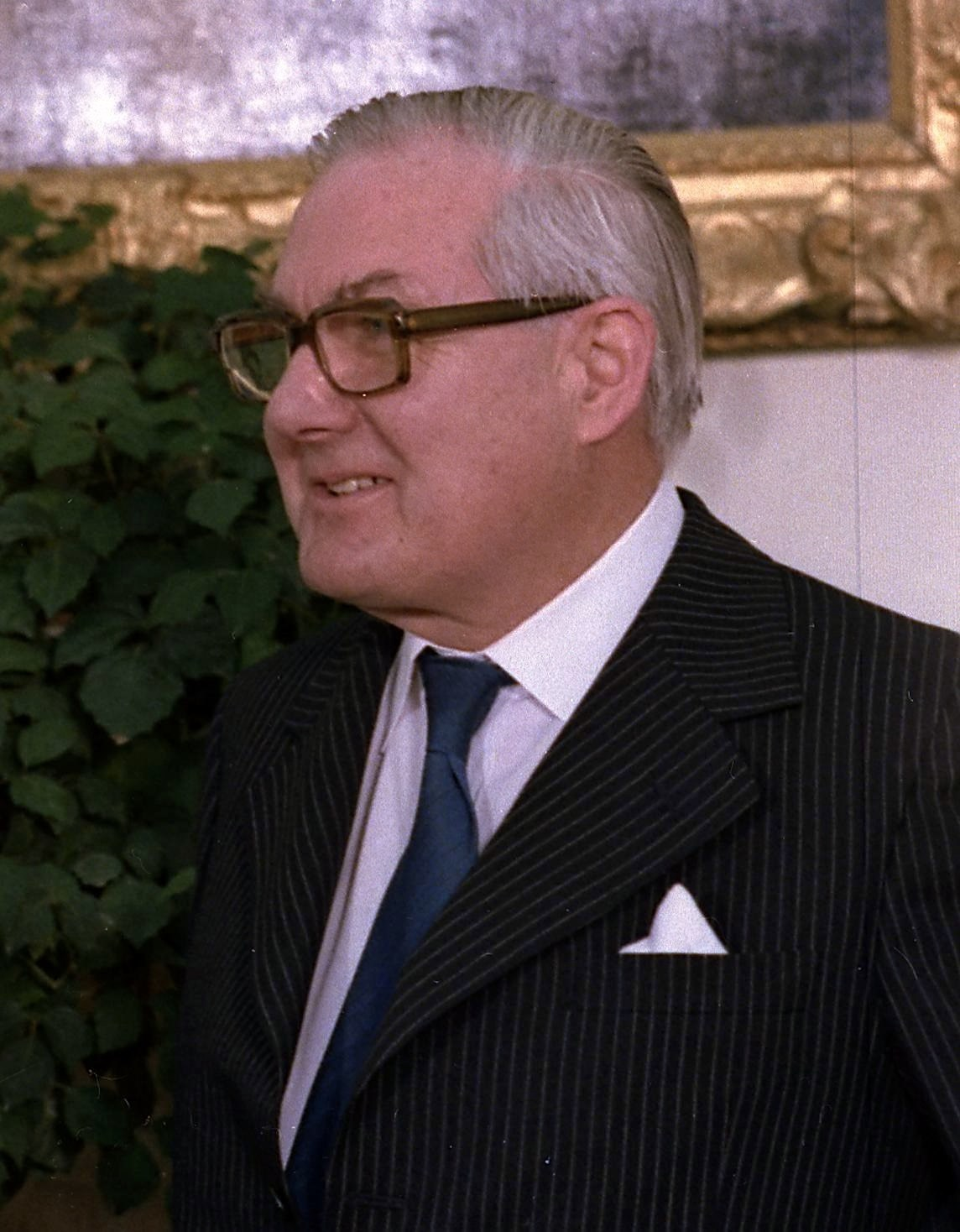
英国 哈羅德·威爾遜, 英国首相
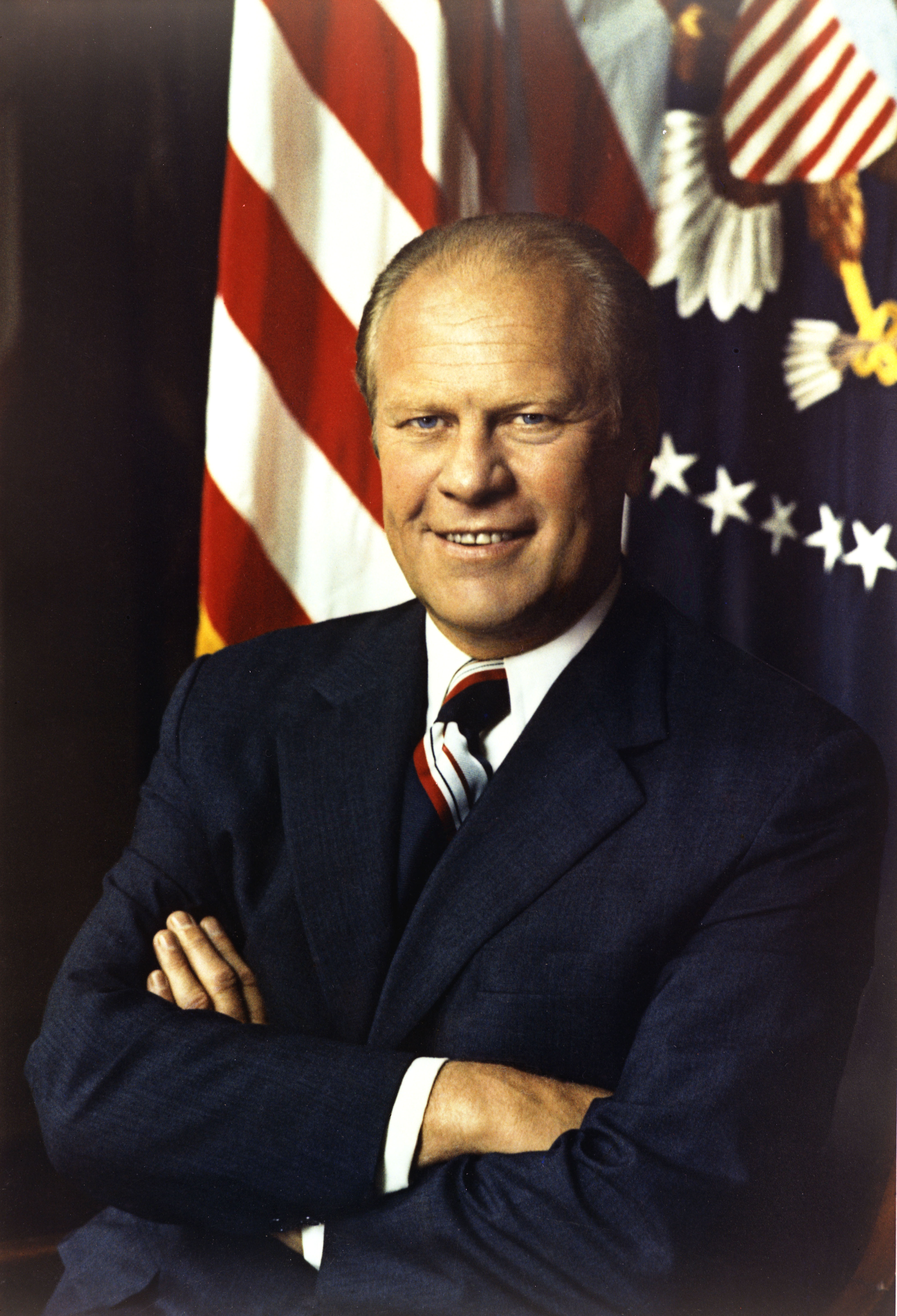
美国 杰拉尔德·福特, 美国总统
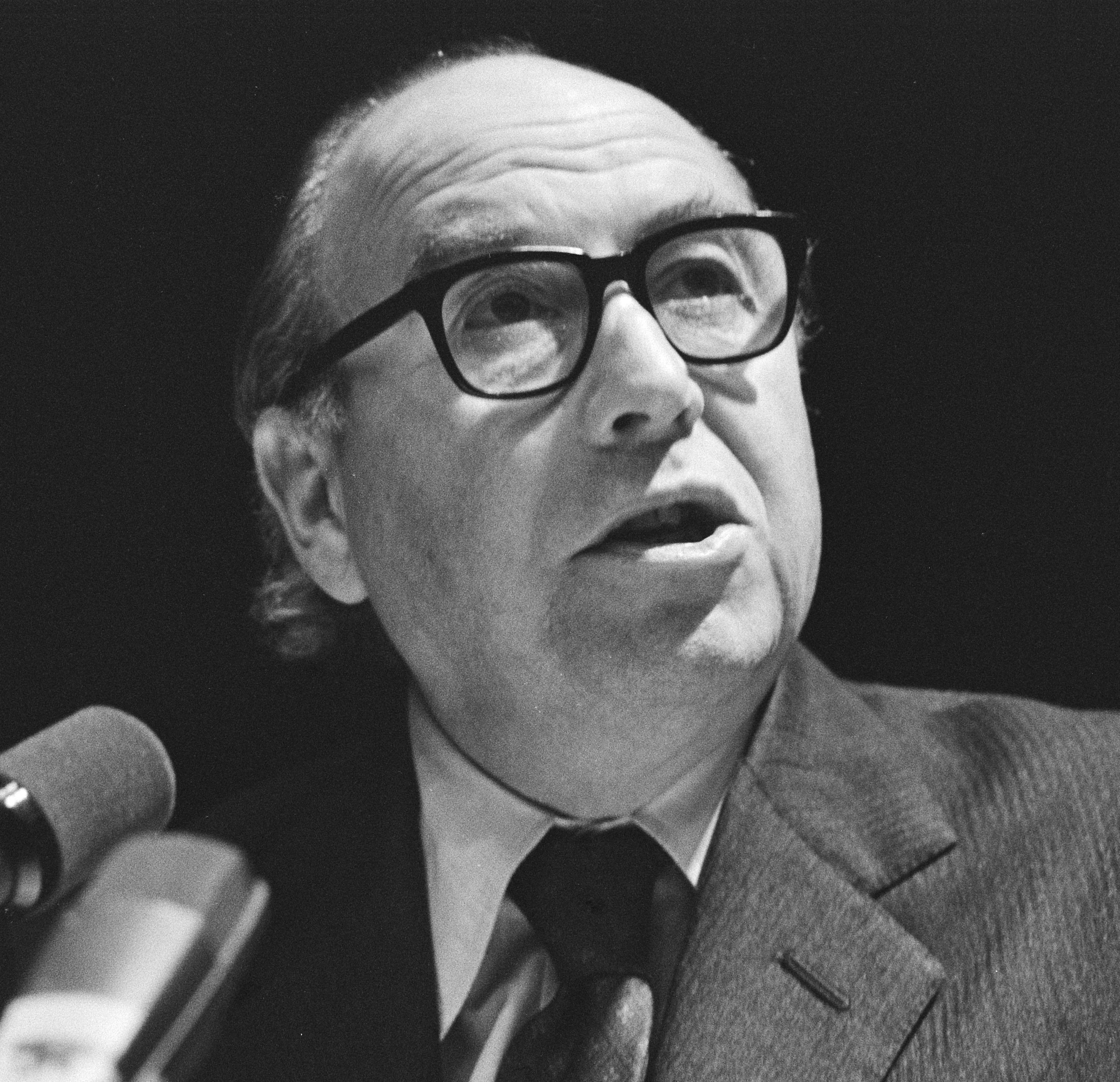
欧洲联盟 羅伊·詹金斯, 欧盟委员会主席